# Teluk Beringin (Kuala Kampar)
Teluk Beringin is een bestuurslaag in het regentschap Pelalawan van de provincie Riau, Indonesië. Teluk Beringin telt 899 inwoners (volkstelling 2010).